# Células Revolucionarias-Brigada de Liberación Animal
Las Células Revolucionarias-Brigada de Liberación Animal (Revolutionary Cells – Animal Liberation Brigade, en inglés) (RCALB), conocido simplemente como Brigada de Liberación Animal (ALB), es un nombre utilizado por varias células liberacionistas animales que abogan por el uso de la libertad y una diversidad de tácticas dentro del movimiento de liberación animal, ya sea no violento o no. Como parte de una praxis, la intención es destruir las instituciones opresivas, describiendo un final para los abusadores de animales. Las Células Revolucionarias no son un grupo como tal, sino un ejemplo de resistencia sin líderes, como estandarte de células autónomas y encubiertas que llevan a cabo una acción directa similar a la Milicia por los Derechos de los Animales (ARM).
El grupo fue fundado en Fundada en los Estados Unidos, después de bombardear las oficinas corporativas de Chiron y Shaklee en 2003, desde entonces los activistas han seguido atacando vehículos y amenazas con enviar paquete bomba a personas en el área de California. Los objetivos han incluido clientes corporativos de pruebas con animales laboratorio Huntingdon Life Sciences e investigadores de animales en UCLA y el centro Nacional de Investigación de Primates de California.

## Filosofía
Las pautas de las Células Revolucionarias se publicaron en el sitio web Bite Back  después del segundo atentado:

- Tomar acciones estratégicas directas (no violentas o no) contra las instituciones opresivas que impregnan el mundo.
- Haga todo lo posible para minimizar las bajas en los objetivos, ya sean humanas o no humanas.
- Respeto a la diversidad de tácticas, ya sean no violentas o no.
- Cualquier activista clandestino que luche por la liberación de las naciones humana, terrestre o animal puede considerarse voluntario de las células revolucionarias.

### ¿Qué son las RCALB?
El comunicado publicado en Bite Back  también explicó quiénes eran las Células Revolucionarias y por qué existen:

Las células revolucionarias existen como un grupo de fachada para militantes en todo el espectro del movimiento liberador. Somos  anarquistas, comunistas, antirracistas s, liberacionistas animales, liberación de la tierra, Neoluditas, feministas, liberacionistas queer, y muchas más cosas en varios otros frentes. Dondequiera que haya opresión, hay quienes no están dispuestos a quedarse de brazos cruzados y dejar que ocurra, y esa gente constituye el núcleo de las células revolucionarias.

### Estructura y objetivos
El grupo formó el mismo modelo de resistencia sin líderes que el Frente de Liberación Animal (ALF), que consiste en pequeñas células terroristas encubiertas, autónomas, que actúan de forma independiente. Una celda puede estar formada por una sola persona. Según el Instituto Conmemorativo para la Prevención del Terrorismo la organización se describe a sí misma como una coalición internacional que lucha contra la injusticia. La Base de conocimientos sobre terrorismo del MIPT lo describe como un  "movimiento terrorista por los derechos de los animales inusualmente violento... con una inclinación por la hipérbole y las pretensiones de poder e importancia".
Oren Segal, codirector del Centro de Extremismo de la Liga Antidifamación, cree que el grupo está formado por los mismos lobos solitarios que llevan a cabo acciones en nombre de la ALF y ELF, dicen "los nombres son intercambiables (...) se cambiarán de nombre dependiendo de las acciones que estén haciendo". La existencia de activistas que se autodenominan las Células Revolucionarias o Milicia de los Derechos de los Animales (ARM), otro nombre utilizado para infligir violencia, refleja una lucha dentro del Frente de Liberación Animal y el movimiento por los derechos de los animales en general, entre quienes creen que la violencia y las tácticas de terror están justificadas. , y aquellos que insisten en el movimiento deberían rechazarlo a favor de la resistencia no violenta.

### Autodefensa extensiva
Steven Best ha acuñado el término "autodefensa extensional" para describir las acciones llevadas a cabo en defensa de animales por seres humanos que actúan como "agentes sustitutos". Sostiene que, al llevar a cabo actos de autodefensa extensiva, los activistas tienen el derecho moral de participar en actos de sabotaje o incluso de violencia.La autodefensa extensiva está justificada, escribe, porque los animales son "tan vulnerables y oprimidos que no pueden luchar para atacar o matar a sus opresores".
Best argumenta que el principio de autodefensa extensional refleja los estatutos del código penal conocidos como "defensa de necesidad", que puede invocarse cuando un acusado cree que el acto ilegal era necesario para evitar un daño inminente y grave.
También argumenta que no es solo una teoría, sino una política en algunos países africanos donde los gobiernos contratan soldados armados para proteger la vida silvestre en peligro de los cazadores furtivos que desean vender sus partes del cuerpo en los mercados internacionales:
"Los pacifistas no pueden detener a los cazadores furtivos, pero las balas sí pueden, y aunque se deben tomar muchas medidas para proteger a las especies en peligro de extinción, en este momento los soldados armados son la mejor protección que tienen los rinocerontes y elefantes contra los cazadores furtivos asesinos con armas".

## Historia

### Primeros ataques
La RCALB se atribuyó su primer atentado 27 de agosto de 2003, cuando se colocaron dos "bombas de tubería llenas de nitrato de amonio" en las oficinas de Chiron Corporation en Emeryville, California. Ambos dispositivos estaban llenos de clavos para que actuaran como metralla. Chiron fue elegido debido a un contrato con Huntingdon Life Sciences, una empresa contratista que realiza pruebas con animales con sede en Nueva Jersey. Un grupo que se autodenomina Células Revolucionarias de la Brigada de Liberación Animal envió por correo electrónico una declaración a los reporteros que se atribuían el mérito del atentado, que también fue enviada al sitio web Bite Back. Una de las bombas explotó una hora después de la primera, aunque no hubo víctimas por la segunda explosión, ya que el segundo dispositivo fue descubierto y el área despejada antes de la explosión. Un mes después el 26 de septiembre de 2003 el grupo clamó responsabilidad de dos artefactos explosivos que detonaron en la sede de Shaklee Corporation, que fabrica alimentos saludables, vitaminas y cosméticos. El dispositivo, que estaba hecho de explosivos conectados a un pequeño temporizador de cocina y estaba lleno de clavos, detonó en las instalaciones de Pleasanton, California. La bomba dañó el vidrio, las molduras y el estuco del edificio, pero no causó lesiones ni daños estructurales importantes. El grupo afirma que atacaron a esta empresa por sus conexiones con Huntingdon Life Sciences (HLS), que prueba productos en animales. En su declaración escrita, el grupo escribe: "Dimos a todos los clientes la oportunidad, la opción, de retirar su negocio de HLS. Ahora todos ustedes tendrán que cosechar lo que han sembrado. Todos los clientes y sus familias se consideran objetivos legítimos".
El FBI emitió una orden de arresto contra Daniel San Diego por su presunta asociación con la célula responsable de los atentados de 2003, pero aún no ha sido capturado. Por lo tanto, es buscado por su presunta participación en el delito de destrucción de propiedad. En abril de 2009, el FBI lo designó como uno de los "terroristas más buscados" de Estados Unidos, con una recompensa de 250.000 dólares por información que conduzca a su captura. En noviembre de 2011 investigadores del FBI anunciaron que San Diego puede estar residiendo en el área de Northampton, en Massachusetts.

### Atentados posteriores
Casi cuatro años después del primer ataque el grupo clamó responsabilidad de la colocación de un artefacto explosivo debajo de un automóvil de Arthur Rosenbaum, un oftalmólogo pediátrico que realiza experimentación animal con gatos y monos rhesus en el Jules Stein Eye Institute de la UCLA, esto el 24 de junio de 2007. El dispositivo no explotó debido a un fusible defectuoso, pero aun así fue reclamado por la Brigada de Liberación Animal que pidió "el fin de la violencia y la opresión sistemáticas".
Aunque todavía no se han encontrado paquetes sospechosos, el RCALB clamó en enero de 2009 en el sitio web  Indybay  que enviaron cartas bomba a dos investigadores del UC Davis Aggies,esto por el uso de animales el Centro Nacional de Investigación de Primates de California. Uno de los investigadores apuntados dijo: Me preocupa un poco (...) quiero decir, cada vez que alguien te amenaza físicamente, creo que causa preocupación. La Brigada de Liberación Animal dijo en un comunicado publicado nuevamente por la  Oficina de Prensa de Liberación Animal que el acto no era un engaño, y que los funcionarios del centro de primates afirmaron que las amenazas y protestas ocurrieron antes y eran inaceptables. Meses después el 7 de marzo de 2009, la Brigada de Liberación Animal volvió a atacar a UCLA. Esta vez incendiando y destruyendo un coche perteneciente al investigador J. David Jentsch. El canciller de UCLA describió el último ataque como "reprensible", y la Universidad aumentó la recompensa por información que conduzca al arresto de los activistas a casi $ 500,000. El verano siguiente, Jentsch recibió varias amenazas violentas de Camille Marino, quien le dijo a Jentsch que la idea de su muerte la divertía "inmensamente". entsch fundó UCLA Pro-Test, un grupo que buscaba asumir la supuesta desinformación compartida por activistas por los derechos de los animales y abordar el extremismo violento.